# فيلهلم أوستفالد
فيلهلم أوستفالد (بالألمانية: Wilhelm Ostwald) هو كيميائي وفيزيائي ألماني ولد في 2 سبتمبر 1853 في مدينة ريغا وتوفي في 4 أبريل 1932 قرب لايبزغ.

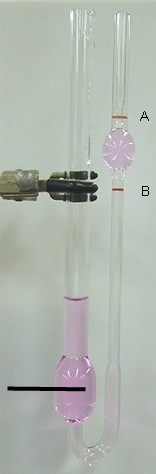
أوستوالد مقياس اللزوجة

بدأ كمساعد محاضر في الفيزياء بجامعة تارتو بإستونيا ثم أصبح سنة 1881 محاضرا في جامعة ريغا وفي سنة 1887 بجامعة لايبزغ. أصبح بعدها مديرا لمعهد الفيزياء والكيمياء. قام مع اربنهارد باور بوضع مرحلة استخراج حمض نيتريك من الأمونياك. سميت هذه الطريقة باسم هذين العالمين. حصل على جائزة نوبل في الكيمياء لسنة 1909 لإسهاماته العلمية في مجالات العوامل المحفزة في التفاعل الكيميائي والتوازن الكيميائي وسرعات التفاعل.

## اقرأ أيضاً
- عملية أوستفالد

## روابط خارجية
- فيلهلم أوستفالد على موقع الموسوعة البريطانية (الإنجليزية)
- فيلهلم أوستفالد على موقع إن إن دي بي (الإنجليزية)